# کندلج
کُندلَج یکی از روستاهای استان آذربایجان شرقی است که در دهستان میشاب شمالی بخش مرکزی شهرستان مرند واقع شده است.
از روستاهای بسیار خوش آب و هوای مرند به‌شمار می‌رود و تابستان‌های معتدل و زمستان‌های نسبتاً سرد دارد. انواع درختان میوه و انواع سبزی در آن یافت می‌شود. از جمله می‌توان به زردآلو، سیب، گلابی، گردو، گیلاس، آلبالو و آلوچه اشاره کرد. در سالیان اخیر باغات سرسبز و ویلاهای این روستا تبدیل به تفرجگاه بسیاری از مردم از جمله مردم مرند و تبریز شده است.
موقعیت جغرافیایی: روستای کندلج مرکز دهستان میشاب شمالی است که از بخش مرکزی شهرستان مرند به‌شمار می‌رود. از شمال به شهرستان مرند و از جنوب به رشته‌کوه‌های میشو و از غرب به روستای گلجار و از شرق به روستای ملایوسف منتهی می‌شود. از لحاظ مساحت و وسعت باغ‌ها و زمین‌های زراعی بسیار وسیع‌تر از روستاهای اطراف خود است.
در حال حاضر دارای ۳ دستگاه مینی‌بوس و حدوداً ۱۰ دستگاه سواری است که امور ایاب و ذهاب این روستا را انجام می‌دهند. روستای کندلج از لحاظ آب‌های کشاورزی بسیار غنی است و قنات‌های قدیمی و پرآبی دارد و علاوه بر آن بهره‌برداری از آب‌های زیرزمینی در بسیاری از نقاط کندلج توسط موتورهای برقی و آبی به چشم می‌خورد و این به علت کوهپایه‌ای بودن این روستا است.
عمده‌ترین قنات‌های کندلج عبارتند از:
خان کهریزی، منتج، کاظم‌آباد، درنجی، محراب، حسن بیگ، بالا کهریز، حسین آقا، الصلوات، کور کهریز، ممد کهریزی و…
مناطق با نام خاص:
در کندلج بعضی نقاط به اسم وجود دارند که مردمان از قدیم به این اسم‌ها این زمین‌ها را می‌شناسند:
قاشقالی، بایلنگه، قیزیل زمین، خنیه، قولوشلار، دوردورآباپادشاهلیق، ناسیب، شجاع جم، کورپولر قاباغی، پنجه گیر، تپه دیبی و …
مکان‌های تفریحی وگردشگری:
از جمله مکان‌های تفریحی وگردشی که در سیزده‌بدر هر سال و ایام تابستان افراد بسیاری را از شهرهای مرند و تبریز و… به این روستا می‌کشاند عبارتند از:
محراب باشی، گزین چیمنی، درنجی باشی، کاظم‌آباد کهریزی، ارباب باغی، حاج حسن یئری، حسن بی، منتش باشی، امامزاده
و سد شهید کلانتری که متأسفانه به دلیل ناآگاهی مردم وبی‌کفایتی شوراهای محترم در زمان احداث، این سد در حاصل‌خیزترین زمین‌های کشاورزی کندلج ایجاد شده است و جالب این است که آب این سد هیچ‌کدام از زمین‌های کشاورزی کندلج را پوشش نمی‌دهد و چون جاده «انامق» از کنار آن می‌گذرد متأسفانه به جای اینکه به سد کندلج مشهور شود به سد انامق مشهور شده است.
از جمله رودهای سیلابی که در فصل‌های بارش باران از کوه‌های میشو و قره‌قوم سرچشمه می‌گیرند و از این روستا می‌گذرند عبارتند از: قاباق چای و دالی چای که عمدتاً سیلاب‌ها از دالی چای می‌گذرند و وارد مرند می‌شوند.
مراکز و موسسات دولتی و غیردولتی:
اسامی موسسات و مراکزی که طی سال‌های اخیر در کندلج تأسیس شده‌اند عبارتند از:
موسسات آموزشی ازجمله: مهد کودک، دبستان پسرانه و دخترانه، مدرسه راهنمایی پسرانه و دخترانه، دبیرستان شبانه‌روزی پسرانه، مرکز دهیاری، مرکز بهداشت و درمان، پایگاه مقاومت شهدای کندلج و…
کندلج دارای زیارتگاه و تپه باستانی و حمام قدیمی و درخت کاج باستانی نیز می‌باشد.